# Bảo tàng tỉnh Champasak
Bảo tàng tỉnh Champasak là một bảo tàng địa phương ở Pakse, Lào. Đây chính là nơi lưu giữ lịch sử độc đáo của tỉnh và tập hợp tất cả các loại hiện vật và tài liệu để ghi lại lịch sử Champasak. Bảo tàng này cũng lưu giữ những bức ảnh lịch sử về các sự kiện văn hóa, các cuộc gặp gỡ nước ngoài và ảnh chụp Kaysone Phomvihane, Nouhak Phoumsavan và Khamtay Siphandone, tất cả đều đến từ phía nam. Tại đây trưng bày các loại nhạc cụ, tấm bia viết chữ Tham có niên đại từ thế kỷ 15 đến thế kỷ 18, một bình nước từ thế kỷ 11 hoặc 12 và đồ gốm từ khắp nơi trong tỉnh, cùng với mô hình của chùa Wat Phu. Ở những tầng cao hơn còn trưng bày các loại quần áo dân tộc khác nhau, cùng với các bộ sưu tập dệt may và đồ trang sức.